# Frekvenčni pretvornik
Frekvenčni pretvornik ali frekvenčnik je naprava, ki se uporablja za spreminjanje hitrosti tro faznega asinhronskega elektromotorja.

## Opredelitev
V sodobnih aplikacijah se vedno pogosteje pojavlja potreba po pogonih s spremenljivo hitrostjo, tukaj nastopijo frekvenčni  pretvorniki, ki poleg možnosti vodenja po hitrosti omogočajo tudi vodenje po navoru in preko nastavljanja magnetnega pretoka (fluksa) tudi optimizacijo izkoristka.

## Delovanje
Frekvenčni pretvornik nam omogoča, da s spreminjanjem frekvence in napetosti reguliramo oziroma krmilimo asinhronski motor. Spreminjanje frekvence in napetosti pri krmiljenju poteka po funkciji U/f=konst, zato je primeren tudi za mehki zagon asinhronskega motorja. Pri regulaciji pa ni nujno, da je U/f=konst.

## Uporaba
Za zahtevnejše aplikacije, kot so pozicioniranje, zahteva po konstantni hitrosti ne glede na breme(neenakomerna obremenitev), pa izberemo frekvenčni pretvornik ki podpira vektorsko regulacijo (1% odstopanja), za še večjo natančnost pa frekvenčni pretvornik z vektorsko regulacijo in povratno vezavo, na katero vežemo impulzni dajalnik (encoder) za še bolj natančno vektorsko regulacijo (0,1% odstopanja).

## Izbira
Izbira tipa frekvenčnega pretvornika je odvisna od aplikacije oziroma funkcije, v primeru da želimo frekvenčni pretvornik uporabljati samo kot mehki zagon ali pa za povišanje oziroma pomanjšanje konstantne hitrosti nekega motorja izberemo najosnovnejši tip oziroma je lahko najcenejši, medtem ko je za zahtevnejše aplikacije, kot je pozicioniranje treba izbrati frekvenčni pretvornik z možnostjo vektorske regulacije.
V kolikor asinhronski motor preide v generatorski način, je treba priključiti dodatni upor na frekvenčni pretvornik da se generirana energija sprosti na dodatnemu uporu.
Videz dodatnega upora:

## Nastavitve in montaža
Frekvenčni pretvorniki se med seboj razlikujejo po načinu montaže, moči, velikosti, funkciji,  v primeru da je frekvenčni pretvornik druge znamke pa še po načinu parametriranja je treba pred delom temeljito prebrati priložena navodila.

## Parametriranje frekvenčnega pretvornika
Parametriranje oziroma nastavljanje parametrov pomeni, da s spreminjanjem parametrov spreminjamo delovanje frekvenčnega pretvornika s tem pa tudi asinhronskega motorja.
Načinov parametriranje je več, nekateri frekvenčni pretvorniki podpirajo parametriranje s pomočjo tipkovnice na samemu frekvenčniku ali pa preko vmesnika na osebnemu računalniku,

## Varnost
Frekvenčni pretvorniki se zelo grejejo, zato pri nepravilni montaži lahko preide do požara, ter seveda poškodbe frekvenčnega pretvornika.
Ker frekvenčni pretvornik manipulira z enosmerno napetostjo, za glajenje enosmerne napetosti pa so uporabljeni kondenzatorji je treba po vsakemu izklopu (pred posredovanjem) počakati določen čas (naveden v navodilih frekvenčnega pretvornika), da se kondenzatorji izpraznijo oziroma se sprosti napetost na DC linku.
Za frekvenčni pretvornik je zelo pomembna tudi (elektro) vezava, vsaka napaka (menjava polaritete, priklop dovoda na izhod,...) pri vezavi lahko uniči frekvenčni pretvornik.

## Nekateri primeri frekvenčnega pretvornika
Nekateri primeri različnih znamk so prikazani na desni strani.